# Mimi Kennedy

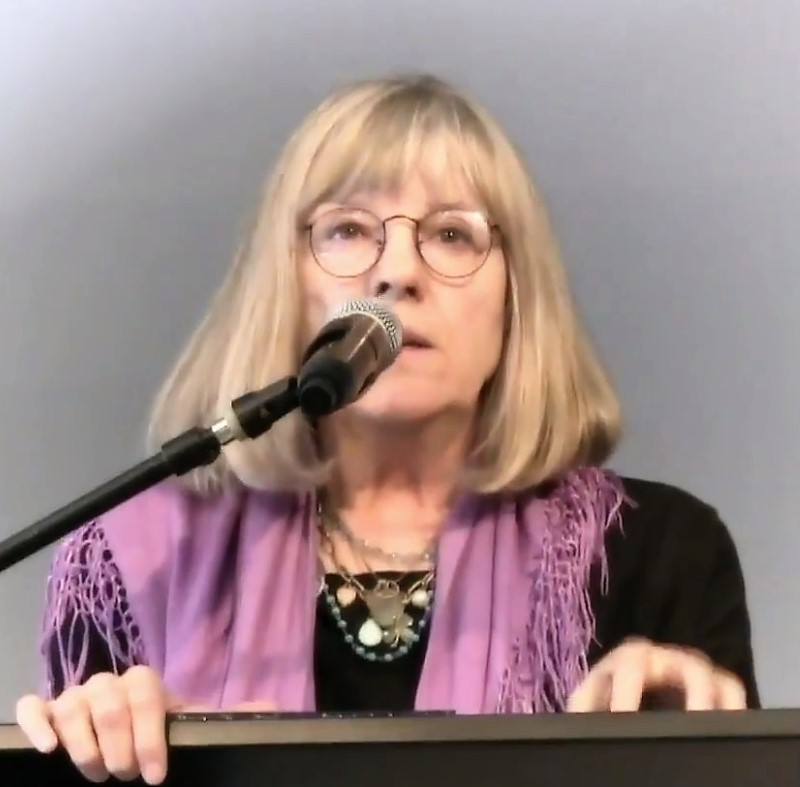
Mimi Kennedy, 2017

Mimi Kennedy gebürtige Mary Claire Kennedy (* 25. September 1948 in Rochester, New York) ist eine US-amerikanische Schauspielerin.

## Leben und Karriere
Kennedy begann ihre Karriere im Oktober 1960 im Alter von 12 Jahren bei der bekannten Theatergruppe der Rochester Community Players in ihrer Heimatstadt.
Ihre erste Fernsehrolle übernahm sie 1977 in der Serie 3 Girls 3, die allerdings nach nur vier Folgen eingestellt wurde. In den folgenden Jahren erfolgten weitere Fernsehauftritte, doch oftmals nur in Gastrollen. Von 1991 bis 1993 hatte sie in der Drama-Serie Homefront eine markante Nebenrolle als snobhafte, wohlhabende Gesellschaftsdame einer Kleinstadt. Eine ähnlich gelagerte Rolle hatte sie von 1996 bis 1997 in der Serie Savannah. Eine ihrer bekanntesten Rollen spielte sie von 1997 bis 2002 in der Serie Dharma & Greg als Abigail O’Neil-Finkelstein, die freigeistige Mutter der Hauptfigur Dharma. Von 2013 bis 2021 spielte sie in 149 Folgen die Rolle des AA-Mitglieds Marjorie in der Serie Mom, wie bereits Dharma & Greg wurde diese Sitcom von Chuck Lorre entwickelt. Gastauftritte in bekannten Serien wie Grey’s Anatomy, Dr. House, Criminal Minds, Veep – Die Vizepräsidentin und Grace and Frankie runden ihr Serienschaffen ab.
Daneben wirkt Kennedy seit den 1980er-Jahren in Nebenrollen an Kinofilmen mit. wobei sie besonders häufig die Mutter einer der Hauptfiguren verkörpert. Sie spielte unter anderem die Mutter von: Christian Slater in Hart auf Sendung (1990), Michelle Monaghan in Stichtag (2010), Rachel McAdams in Woody Allens Midnight in Paris (2011) und Jason Segel in Fast verheiratet (2012).
Kennedy ist seit 1978 mit dem Lehrer Lawrence Edwin Dilg verheiratet und hat zwei Kinder.

## Filmografie (Auswahl)
- 1977: 3 Girls 3 (Fernsehserie, 4 Folgen)
- 1978: Deine Braut gehört mir (Getting Married, Fernsehfilm)
- 1979: Eine amerikanische Familie (Family, Fernsehserie, Folge 4x21)
- 1981–1982: The Two of Us (Fernsehserie, 20 Folgen)
- 1984: American Playhouse (Fernsehserie, Folge Popular Neurotics)
- 1984: Chefarzt Dr. Westphall (St. Elsewhere, Fernsehserie, 2 Folgen)
- 1985: Robert Kennedy and His Times (Robert Kennedy & His Times, Miniserie, 3 Folgen)
- 1984–1985: Spencer (Fernsehserie, 13 Folgen)
- 1986–1987: Disney-Land (Fernsehserie, 2 Folgen)
- 1987: Geschäft mit dem Leben (Baby Girl Scott, Fernsehfilm)
- 1989: Ein himmlischer Liebhaber (Chances Are)
- 1989: Second Hand Familie (Immediate Family)
- 1990: Hart auf Sendung (Pump Up the Volume)
- 1990: Keine Zeit für Tränen (A Promise to Keep, Fernsehfilm)
- 1991: Im Schatten des Schreckens (Sins of the Mother, Fernsehfilm)
- 1991–1993: Ein amerikanischer Traum (Homefront; Fernsehserie, 41 Folgen)
- 1992: Der Tod steht ihr gut (Death Becomes Her)
- 1996: Ein nicht ganz perfekter Mord (Once You Meet a Stranger, Fernsehfilm)
- 1996–1997: Savannah (Fernsehserie, 22 Folgen)
- 1997: L.A. Affairs (Pacific Palisades, Fernsehserie, 3 Folgen)
- 1997: Buddy – Mein haariger Freund (Buddy)
- 1997–2002: Dharma & Greg (Fernsehserie, 119 Folgen)
- 1998: Abgründe des Herzens (Reasons of the Heart)
- 2000: Erin Brockovich
- 2003: Wild Card (Fernsehserie, eine Folge)
- 2005: Strong Medicine: Zwei Ärztinnen wie Feuer und Eis (Strong Medicine, Fernsehserie, eine Folge)
- 2005: Cold Case – Kein Opfer ist je vergessen (Cold Case, Fernsehserie, eine Folge)
- 2005: Grey’s Anatomy (Fernsehserie, Folge 2x05)
- 2006: Dr. House (House, Fernsehserie, eine Folge)
- 2006: Schatten der Leidenschaft (The Young and the Restless, Fernsehserie)
- 2007: Medium – Nichts bleibt verborgen (Medium, Fernsehserie, eine Folge)
- 2007: Emergency Room – Die Notaufnahme (ER, Fernsehserie, eine Folge)
- 2008: A Single Woman
- 2008: Ghost Whisperer – Stimmen aus dem Jenseits (Ghost Whisperer, Fernsehserie, eine Folge)
- 2009: Kabinett außer Kontrolle (In The Loop)
- 2010: Stichtag (Due Date)
- 2011: Criminal Minds (Fernsehserie, Folge 6x16 Am Ende des Traums)
- 2011: Midnight in Paris
- 2012: Fast verheiratet (The Five-Year Engagement)
- 2012: In Plain Sight – In der Schusslinie (In Plain Sight, Fernsehserie, 3 Folgen)
- 2013: Gus (Expecting)
- 2013/2014: Veep – Die Vizepräsidentin (Veep, Fernsehserie, 2 Folgen)
- 2013–2021: Mom (Fernsehserie, 149 Folgen)
- 2014: Switched at Birth (Fernsehserie, Folge 3x19)
- 2015: The Brink – Die Welt am Abgrund (The Brink, Fernsehserie, 4 Episoden)
- 2016: The Catch (Fernsehserie, Folge 1x10)
- 2022: Die Goldbergs (The Goldbergs, Fernsehserie, Folge 9x19)
- 2022: Grace and Frankie (Fernsehserie, Folge 7x11 Die furchtbare Familie)
- 2022: In the Dark (Fernsehserie, 3 Folgen)